# 永丰昌（酱园）旧址
永丰昌（酱园）旧址位于中国陕西省渭南市韩城市金城街道金城大街北段西侧，是韩城老城区保存较好的传统商住建筑，已列为陕西省文物保护单位。

## 历史
民国34年（1945年），山西人谢良臣将其经营的福信恒酱园由城外北关迁至城内北街。1956年公私合营，成立集体性质的“永丰昌”酱园。
　　

## 建筑
永丰昌酱园建于清代，坐西向东，沿中轴线有街房、过厅。街房面阔五间，进深两椽。过厅面阔四间，进深四椽，均为硬山顶。二进院面阔三间。

## 保护
2008年9月16日，永丰昌（酱园）旧址由陕西省人民政府公布为第五批陕西省文物保护单位，编号5-3-27。